# Сменовское сельское поселение
Сменовское сельское поселение — муниципальное образование (сельское поселение) в составе Захаровского района Рязанской области России.
Административный центр  — посёлок совхоза «Смена».

## История
Сменовское сельское поселение образовано в 2006 г.

## Население
| 2010 | 2012 | 2013 | 2014 | 2015 | 2016 | 2017 |
| ---- | ---- | ---- | ---- | ---- | ---- | ---- |
| 891  | ↘853 | ↘826 | ↘806 | ↘791 | ↘738 | ↘719 |
| 2018 | 2019 | 2020 | 2021 | 2023 |      |      |
| ↘695 | ↘671 | ↘649 | ↗709 | ↘664 |      |      |

## Состав сельского поселения
| №  | Населённый пункт        | Тип населённого пункта          | Население |
| -- | ----------------------- | ------------------------------- | --------- |
| 1  | Асники                  | село                            | ↘4        |
| 2  | Большая Лубянка         | деревня                         | ↗39       |
| 3  | Брыницы                 | деревня                         | ↘0        |
| 4  | Воронка                 | деревня                         | ↘2        |
| 5  | Гладкие Выселки         | село                            | ↘46       |
| 6  | Горностаевка            | деревня                         | ↘5        |
| 7  | Городецкие Выселки      | деревня                         | ↘5        |
| 8  | Жокино                  | село                            | ↘155      |
| 9  | Посёлок совхоза «Смена» | посёлок, административный центр | ↘388      |
| 10 | Троицкое                | село                            | ↘65       |